# Ioana Papuc
Ioana Cristina Papuc-Rotaru (Câmpulung Moldovenesc, 4 januari 1984) is een Roemeens voormalig roeister. Papuc maakte haar debuut met een zevende plaats in de vier-zonder tijdens de wereldkampioenschappen roeien 2001. Haar grootste succes behaalde ze tijdens de Olympische Zomerspelen 2004 met een gouden medaille in de acht. Vier jaar later moest ze in Peking genoegen nemen met de bronzen medaille in de acht. Op de wereldkampioenschappen won ze twee zilveren medailles in de acht.

## Resultaten
- Wereldkampioenschappen roeien 2001 in Luzern 7e in de vier-zonder
- Wereldkampioenschappen roeien 2002 in Sevilla herkansingen in de vier-zonder
- Wereldkampioenschappen roeien 2002 in Sevilla 4e in de acht
- Wereldkampioenschappen roeien 2003 in Milaan 10e in de dubbel-vier
- Olympische Zomerspelen 2004 in Athene  in de acht
- Wereldkampioenschappen roeien 2005 in Kaizu  in de acht
- Wereldkampioenschappen roeien 2006 in Eton 7e in de twee-zonder
- Wereldkampioenschappen roeien 2007 in München 4e in de dubbel-vier
- Wereldkampioenschappen roeien 2007 in München  in de acht
- Olympische Zomerspelen 2008 in Peking  in de acht
- Olympische Zomerspelen 2012 in Londen 4e in de acht

1976: Goretzki & Knetsch & Richter & Ahrenholz & Kallies & Ebert & Lehmann & Müller & Wilke ·
1980: Boesler & Neisser & Köpke & Schütz & Kühn & Richter & Sandig & Metze & Wilke ·
1984: O'Steen & Metcalf & Bower & Graves & Flanagan & Norelius & Thorsness & Keeler & Beard ·
1988: Strauch & Zeidler & Haacker & Wild & Kluge & Schröer & Balthasar & Stange & Neunast ·
1992: Barnes & Taylor & Delehanty & Crawford & McBean & Worthington & Monroe & Heddle & Thompson ·
1996: Tănase & Cochelea & Gafencu & Spîrcu & Olteanu & Lipă & Popescu & Ignat & Georgescu ·
2000: Damian & Susanu & Olteanu & Cochelea & Dumitrache & Lipă & Gafencu & Ignat & Georgescu ·
2004: Florea & Susanu & Bărăscu & Papuc & Gafencu & Lipă & Damian & Ignat & Georgescu ·
2008: Cafaro & Cummins & Davies & Francia & Goodale & Lind & Logan & Shoop & Whipple ·
2012: Cafaro & Francia & Lofgren & Ritzel, Musnicki & Logan & Lind, Davies & Whipple ·
2016: Elmore & Gobbo & Logan & Musnicki, Polk & Regan & Schmetterling & Simmonds & Snyder ·
2020: Roman & Gruchalla-Wesierski & Roper & Proske & Grainger & Mailey & Payne & Wasteneys & Kit ·
2024: Rusu & Anghel & Bodnar & Lehaci & Adam & Bereș & Vrînceanu & Radiș & Petreanu